# Нейґун
Нейґун (дослівно «внутрішнє мистецтво») - мистецтво вдосконалення здібностей людини. Використовує медитації, фізичні і дихальні вправи. Відноситься до так званих м'яких стилів. Має бойовий розділ (бойовий нейґун). Походить від даосів Давнього Китаю.

## Циґун і нейґун
Співвідношення ціґуну і нейґуну є дискусійним, ці терміни нерідко змішуються.
Одні дослідники (неакадемічні) вважають їх близькими вченнями, загальним, на їх думку, є вдосконалення внутрішньої сили .
Відомий сходознавець, доктор історичних наук Олексій Маслов вважає циґун розділом нейґуну. Причину плутанини він пояснює так: «Після початку реформ у КНР у 50-ті рр., а потім і у 80-ті рр.. все, що було пов'язане з "внутрішньої практикою" розглядалося або як "феодальний пережиток" (фенцзянь місінь), або як "антиреволюційна діяльність" (фань ґемін ходун) або просто "омана" - місінь. Це було пов'язано з тим, що все викладання цих методик відбувалося у невеликих закритих школах, непідконтрольних державі. Тому у всіх друкованих виданнях, по радіо і телебаченню почали проводити думку, що "нейґун" - то щось містичне і відстале, а цигун - то оновлені та науково-перевірені методики. Саме їх можна і потрібно викладати в парках, лікарнях, поліклініках.»

## Див також
- Тайцзицюань